# Liga Nacional de Baloncesto (Suiza)
La Liga Nacional de Baloncesto de Suiza (en francés: Ligue Nationale de Basket-Ball y conocida oficialmente como Swiss Basketball League) es la máxima competición de baloncesto de Suiza. La temporada comienza en octubre. Cada equipo se enfrenta cuatro veces. Los cuatro primeros clasificados juegan play-offs, jugando las dos eliminatorias al mejor de cinco partidos y la final a siete partidos. El último clasificado desciende automáticamente. Al final de las dos primeras vueltas, los dos primeros equipos estarán clasificados para la Final Four de la Copa de la Liga, los cuatro equipos siguientes jugarán cuartos de final para jugarse las otras dos plazas en juego.

## Equipos

### SBL
| Equipo               | Ciudad    |
| -------------------- | --------- |
| BBC Monthey-Chablais | Monthey   |
| BBC Nyon             | Nyon      |
| BC Boncourt Red Team | Boncourt  |
| FR Olympic           | Friburgo  |
| Lions de Genève      | Ginebra   |
| AB Lugano Tigers     | Lugano    |
| Spinelli Massagno    | Massagno  |
| Starwings            | Bâle      |
| Union Neuchâtel      | Neuchâtel |

### LNB
La LNB es la segunda competición de baloncesto de Suiza. Está compuesta por 10 equipos, que juegan todos contra todos ida y vuelta, al igual que la LNA la temporada comienza en octubre. Los ocho primeros clasificados disputan los Play-Offs, cuartos de final, semifinal y final todo al mejor de tres partidos. Los cuatro últimos equipos juegan Play-Offs para la permanencia, también al mejor de tres partidos, el que pierda bajará a la 1LN.
- Swiss Central Basket
- Goldcoast Wallabies
- Grasshopper Club Zúrich
- Morges-Saint-Prex Red Devils
- Villars Basket
- BC Baeren Kleinbasel
- Pully Basket
- Groupe E Académie Fribourg U23
- Union Lavaux Riviera
- Sion Basket

## Historial
| - 1933 Uni Bern - 1934 BC Servette Genève - 1935 BC Servette Genève - 1936 BC Servette Genève - 1937 BC Servette Genève - 1938 Urania Genève - 1939 Urania Genève - 1940 - 1941 - 1942 Urania Genève - 1943 Urania Genève - 1944 Urania Genève - 1945 Urania Genève - 1946 CA Genève - 1947 Urania Genève - 1948 Urania Genève - 1949 Urania Genève - 1950 Urania Genève - 1951 Stade Français Genève - 1952 Sanas Merry Boys - 1953 Jonction Genève - 1954 Jonction Genève - 1955 Jonction Genève | - 1956 Jonction Genève - 1957 Jonction Genève - 1958 Jonction Genève - 1959 Urania Genève - 1960 Urania Genève - 1961 Stade Français Genève - 1962 Stade Français Genève - 1963 Stade Français Genève - 1964 Sanas Merry Boys - 1965 Urania Genève - 1966 Urania Genève - 1967 Benetton Fribourg Olympic - 1968 Urania Genève - 1969 Stade Français Genève - 1970 Stade Français Genève - 1971 Stade Français Genève - 1972 Benetton Fribourg Olympic - 1973 Stade Français Genève - 1974 Benetton Fribourg Olympic - 1975 Benetton Fribourg Olympic - 1976 Federale Lugano - 1977 Federale Lugano - 1978 Benetton Fribourg Olympic | - 1979 Benetton Fribourg Olympic - 1980 Viganello - 1981 Benetton Fribourg Olympic - 1982 Benetton Fribourg Olympic - 1983 BBC Nyon - 1984 Vevey - 1985 Benetton Fribourg Olympic - 1986 Pully Basket - 1987 Pully Basket - 1988 Champel - 1989 Pully Basket - 1990 Pully Basket - 1991 Vevey - 1992 Benetton Fribourg Olympic - 1993 Pallacanestro Bellinzona - 1994 Pallacanestro Bellinzona - 1995 Pallacanestro Bellinzona - 1996 BBC Monthey - 1997 Benetton Fribourg Olympic - 1998 Benetton Fribourg Olympic - 1999 Benetton Fribourg Olympic - 2000 Lugano Tigers - 2001 Lugano Tigers | - 2002 Lugano Tigers - 2003 BC Boncourt Red Team - 2004 BC Boncourt Red Team - 2005 BBC Monthey - 2006 Lugano Tigers - 2007 Benetton Fribourg Olympic - 2008 Benetton Fribourg Olympic - 2009 SAV Vacallo Basket - 2010 Lugano Tigers - 2011 Lugano Tigers - 2012 Lugano Tigers - 2013 Lions de Genève - 2014 Lugano Tigers - 2015 Lions de Genève - 2016 Fribourg Olympic - 2017 Monthey - 2018 Fribourg Olympic - 2019 Fribourg Olympic - 2020 Cancelada por la pandemia Covid-19 - 2021 Fribourg Olympic - 2022 Fribourg Olympic - 2023 Fribourg Olympic - 2024 Fribourg Olympic |